# ビッグ・トレイル
『ビッグ・トレイル』（原題：The Big Trail）は、1930年制作のアメリカ合衆国の西部劇映画。ラオール・ウォルシュ監督。ジョン・ウェインの初主演映画であり、初のクレジット入り映画。ウェインは助監督も兼任している。2006年にアメリカ国立フィルム登録簿に登録された。

## あらすじ
西部開拓時代、親友の仇敵を探すブレック、父親と死別して身寄りのない身となったルースらはインディアンの襲撃、大河の激流、絶壁、暴風、吹雪などのあらゆる困難に直面しながらも、一路オレゴンを目指す。

## キャスト
- ブレック・コールマン：ジョン・ウェイン

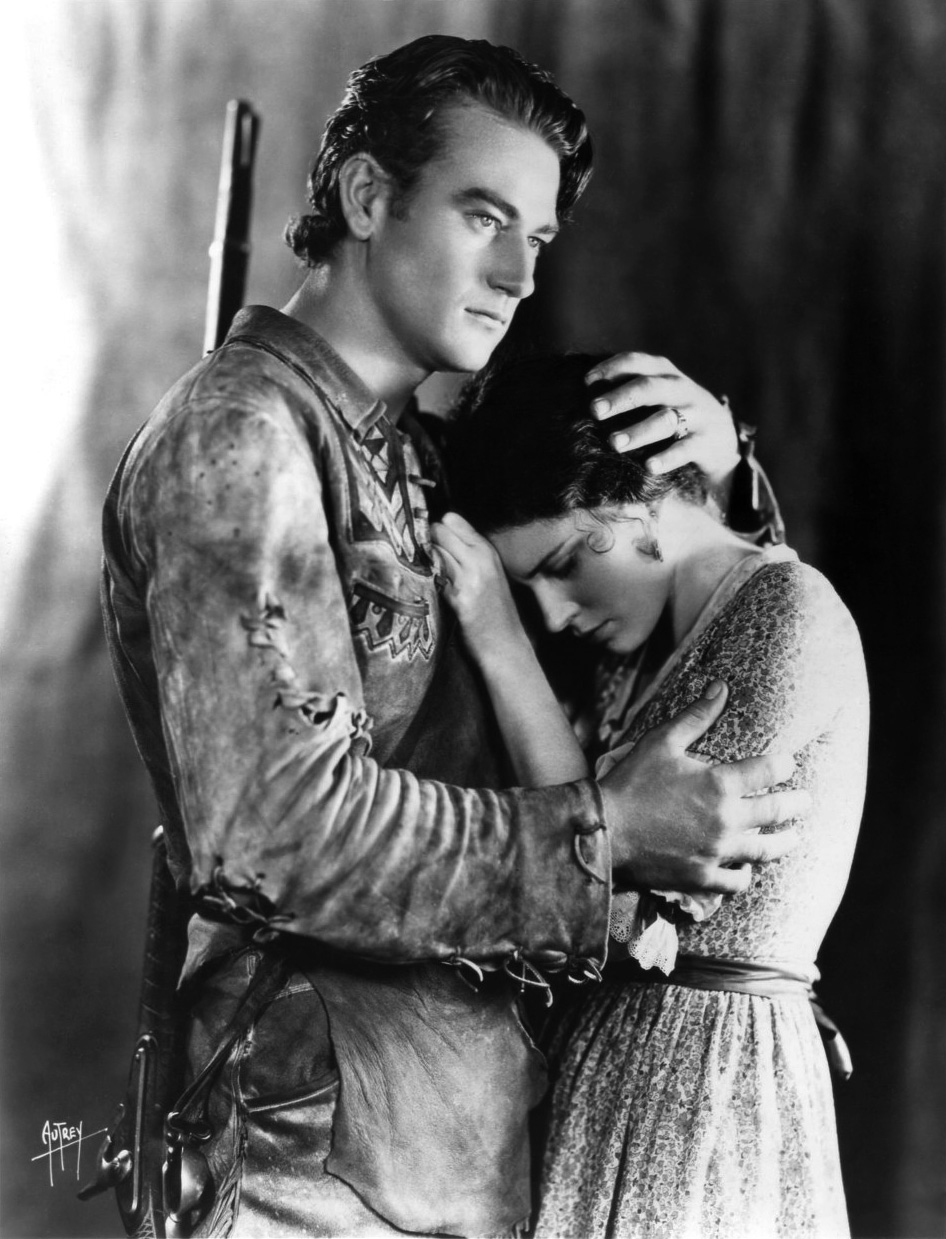
ジョン・ウェイン（左）とマルゲリーテ・チャーチル

- ルース・キャメロン：マルゲリーテ・チャーチル
- ガス：エル・ブレンデル
- ジーク：タリー・マーシャル
- レッド・フラック：タイロン・パワー・シニア（タイロン・パワー名義）
- デーヴ・キャメロン：デヴィッド・ロリンズ
- ビル・ソープ：イアン・キース
- シド・バスコム：ワード・ボンド（クレジットなし）
- ジャック・カーティス（クレジットなし）
- マリリン・ハリス（クレジットなし）

## 備考
- ラオール・ウォルシュは当初ゲイリー・クーパーを主演に考えていたものの、クーパーと契約していたパラマウント映画の許可が得られず失敗。しかし、同じフォックス・フィルムに所属していたジョン・フォードから無名の俳優マリオン・ロバート・モリソンを紹介され、主演に抜擢した。ウォルシュは彼にアメリカ独立戦争時の将軍"マッド・アンソニー"・ウェインから取った「ジョン・ウェイン」の芸名を与えた。当初はそのまま「アンソニー・ウェイン」の芸名を与える予定だったが、「イタリア風に聞こえる」という指摘があったため、名をアメリカ風の「ジョン」と改めた[3]。しかし本作は興業的に失敗、ウェインは1939年に『駅馬車』がヒットするまでの間、B級活劇専門の俳優として不遇の時代を過ごした[2]。
- タイロン・パワー・シニアは本作が遺作にして、唯一のトーキー作品となった。
- 当時としては画期的な70mmワイドスクリーン映画であった[2]。